# Abwassermonitoring
Abwassermonitoring oder Abwassersurveillance bezeichnet die systematische Überwachung von Abwasser. Dabei wird ermittelt, ob und in welcher Menge Inhaltsstoffe wie Krankheitserreger, Stücke des Erbguts von Viren oder Chemikalien vorhanden sind. Systematisch bedeutet dabei, an definierten Punkten im Abwasserstrom wie z. B. am Zulauf einer Kläranlage und zeitlich wiederkehrend, sodass das Auftauchen einer Menge des gesuchten Stoffes nicht unbemerkt bleibt.
Abwassermonitoring gehört zur abwasserbasierten Epidemiologie, um Ausbrüche schneller und genauer lokalisieren zu können. Durch Analysen des Abwassers zeigt sich z. B. COVID-19 früher als in offiziellen Statistiken. Abwassermessungen machen den Verlauf der Infektionszahlen vorhersehbar.
Im Dezember 2023 startete die Europäische Union das Programm „EU - Wastewater integrated Surveillance in Health“ (EU-WISH), das in allen Mitgliedsstaaten die Nachweisverfahren implementieren und vereinheitlichen soll.
In Deutschland wurde dies mit dem EU-Kooperationsprojekt ESI-CorA und später dem Abwassermonitoring für die epidemiologische Lagebewertung (AMELAG) umgesetzt. Es handelt sich um eine Zusammenarbeit von Robert-Koch-Institut (RKI), Umweltbundesamt (UBA), Bundesministerium für Gesundheit (BMG), den Bundesländern, Bundesministerium für Umwelt, Naturschutz, nukleare Sicherheit und Verbraucherschutz (BMUV) und des Sanitätsdienstes der Bundeswehr. Gegenstand dieses Projekts ist die Überwachung von 170 Kläranlagen in Deutschland, Erhebung standardisierter Daten und deren Veröffentlichung. 2025 wird in Berlin und Bayern das Abwassermonitoring auf SARS-CoV-2, Influenza und RSV in vollem Umfang mit Geldern aus dem Landeshaushalt fortgesetzt, für die restlichen Bundesländer erfolgt eine Reduzierung der überwachten Standorte auf 32 % und einzelne Bundesländern unterstützen die Bundesfinanzierung im Rahmen von AMELAG mit eigenen Mitteln.
Artikel 17 der am 5. November 2024 beschlossenen kommunalen Abwasserrichtlinie der EU sieht ein Monitoring auf SARS-CoV-2, Influenza, Polio, neu auftretende Krankheitserreger, besorgniserregende Schadstoffe und antimikrobielle Resistenzen vor.

## Chemikalien
Zunächst wurden diese Verfahren im Rahmen der Suche nach Medikamentenrückständen, Drogen (z. B. Kokainabbauprodukt Benzoylecgonin) und Produktionsrückständen (Drogenlabore) verwendet. Dafür wird aber eher die Entnahme direkt aus den Abwasserkanälen verwendet.

## Infektionskrankheiten
Viele Viren werden in den Fäkalien ausgeschieden und gelangen auf diese Weise auch ins Abwasser, wo sie nachgewiesen werden können. Dabei handelt es sich nicht notwendigerweise um komplette infektiöse Viren, sondern vor allem um Viren-Bestandteile wie Teile der Erbinformation. Der Transport der Proben sollte mit 4 Grad Celsius erfolgen.
Das Verfahren bietet gegenüber anderen Verfahren einige Vorteile. Es ist nicht auf die Mitwirkung in der Bevölkerung (Schnelltest) angewiesen. Da im Gegensatz zu Schnelltests der tatsächliche Aufenthaltsort auch der Ort des Eintrags in die Kanalisation ist, ist die dadurch ermittelte Verbreitung genauer bei der geographischen Zuordnung. Bestimmt werden kann auch die Variantenverbreitung und in gewissem Umfang können auch Aussagen zur quantitativen Verbreitung in der Bevölkerung getroffen werden.
Es gibt aber auch Grenzen des Verfahrens.
Die automatische Entnahme von Proben direkt in Abwasserkanälen verlangt explosionsgeschützte Geräte wegen der in dieser Umgebung unvermeidlichen Faulgase. Da diese Anforderung die Anzahl von Lieferanten für Probennehmer stark einschränkt, versucht man das zu vermeiden und bevorzugt Messpunkte mit weniger Einschränkungen.

### Corona-Virus
Seit Anfang 2020 spielt die Suche nach Krankheitserregern wie SARS-CoV-2 im Abwasser eine zunehmende Rolle.

### Influenza A und B
In Berlin und Bayern wird routinemäßig ein Abwassermonitoring auf Influenza-Viren durchgeführt.

### Polio Virus
Eine Untersuchung auf Polio im Abwasser wird in Berlin und im Ausland durchgeführt.

### Mpox
Die USA führen ein nationales Abwassermonitoring auf Mpox durch.

### Papillomavirus, Norovirus, Chagas
Im August 2022 begann ein Abwassermonitoring, Affenpocken in Bengaluru.

### Antimikrobielle Resistenzen (AMR)
Ein AMR-Monitoring im Abwasser wird für die EU-Länder ab Mitte 2026 verpflichtend.

## Geschichte
Im September 2020 führten die Niederlande flächendeckend Abwassermonitoring für das SARS-CoV-2-Virus ein. Kurz darauf starteten auch die US CDC in fünf Bundesstaaten das National Wastewater Surveillance System (NWSS).
Im März 2021 gab die EU-Kommission die Empfehlung (EU 2021/472) ab, Abwassermonitoring bis zum 1. Oktober 2021 in allen Mitgliedsländern einzuführen. Zur gleichen Zeit nahm das Wastewater Observatory des EU JRC das EU4S (EU Sewage Sentinel System for SARS-CoV-2) in Betrieb, um die Ergebnisse der EU-Länder zu bündeln.
In Deutschland begann im Februar 2022 das erste nationale Abwassermonitoring auf SARS-CoV-2 (ESI-CorA) mit 28 Standorten, unterstützt durch eine Förderung aus dem Emergency Support Instrument (ESI) der EU-Kommission. Die WHO veröffentlichte im September 2022 einen Leitfaden zur Abwassersurveillance für SARS-CoV-2. Dieser Leitfaden stellt das Abwassermonitoring als eine ergänzende Maßnahme zur fallbasierten Surveillance dar, insbesondere angesichts der weltweit sinkenden Testzahlen für COVID-19.
Laut einer Einschätzung der US-Wissenschaftsakademien im Februar 2023 hat sich das Abwassermonitoring als bewährt erwiesen. Sie forderten daher eine Erweiterung der Abwassermonitoring-Maßnahmen auf weitere Erreger.
Im Dezember 2023 wurde das EU-Kooperationsprojekt EU-WISH ins Leben gerufen, das darauf abzielt, das Abwassermonitoring in weiteren EU-Ländern zu etablieren und das Vorgehen zu vereinheitlichen. Ein Jahr später, im März 2024, gründeten die EU-Institutionen HERA und JRC das Global Consortium for Wastewater and Environmental Surveillance for Public Health (GLOWACON), eine weltweite Kooperation zur Förderung des Abwassermonitorings.
Im November 2024 beschloss die EU eine rechtliche Grundlage und Verpflichtung für das Abwassermonitoring in den Mitgliedsländern durch Artikel 17 der aktualisierten kommunalen Abwasserrichtlinie.

## Abwassermonitoring in Deutschland und Österreich: Berichte und OpenData
| Veröffentlichende Stelle      | Bericht                                  | OpenData                     |
| ----------------------------- | ---------------------------------------- | ---------------------------- |
| Deutschland (AMELAG)          | SARS-CoV-2 (inkl. Varianten), Influenza  | SARS-CoV-2, Influenza, Polio |
| Österreich (AGES)             | SARS-CoV-2 (inkl. Varianten)             | SARS-CoV-2                   |
| Bayern (Bay-VOC)              | SARS-CoV-2 (inkl. Varianten), Influenza  |                              |
| Berlin (BEWAC)                | SARS-CoV-2 (inkl. Varianten) , Influenza | SARS-CoV-2, Influenza        |
| Brandenburg (LAVG)            | SARS-CoV-2, Influenza                    |                              |
| Nordrhein-Westfalen (LZG.NRW) | SARS-CoV-2                               |                              |
| Rheinland-Pfalz (LUA)         |                                          | SARS-CoV-2                   |
| Sachsen-Anhalt (LAU)          | SARS-CoV-2                               |                              |
| Tirol                         | SARS-CoV-2, Influenza, RSV               |                              |
| Karlsruhe (TZW)               | SARS-CoV-2                               |                              |
| Wien                          | SARS-CoV-2, Influenza, RSV               | SARS-CoV-2, Influenza, RSV   |